# 速川神社 (西都市)
速川神社（はやかわじんじゃ）は、宮崎県西都市にある神社である。

## 祭神
祓戸大神と云われる、瀬織津比咩（せおりつひめ）命、速開津比咩（はやあきつひめ）命、気吹戸主（いぶきどぬし）命、速佐須良比咩（はやさすらひめ）命の4柱の神を祀る。

## 由緒
創建の年代は不詳である。速川の瀬の左岸に祭祀されている神社とされ、明和元年（1764年）生まれの児湯郡三宅村（現西都市三宅）の庄屋である児玉実満が著した『神代皇都絵図』にて、その場所が描かれている。大正14年（1925年）に現在地に遷座し、昭和46年（1971年）4月に宗教法人として認証された。

## 社殿
本殿は流造、拝殿は入母屋造でともに銅板葺。

## 交通
宮崎交通バス、西都バスセンター発村所行きで速川神社前バス停留所にて下車後、徒歩約20分